# Flip, Flop and Fly
«Flip, Flop and Fly» — песня в стиле джамп-блюз, которую в 1955 году записал Биг Джо Тёрнер. В книге All Music Guide to the Blues эту песню называют «прототипом песен в стиле рок» (англ. prototypical rocker). В США она достигла 2 места в чарте синглов в жанре ритм-н-блюз журнала «Билборд».
Песню «Flip, Flop and Fly» записывали многие музыканты, среди которых такие исполнители периода раннего рок-н-ролла, как Элвис Пресли.

## Оригинальная версия
Аранжировка песни «Flip, Flop and Fly» аналогична аранжировке другой известной песни Биг Джо Тёрнера — «Shake, Rattle and Roll», которая была хитом номер 1 в ритм-н-блюзовом чарте «Билборда» в предыдущем, 1954 году. Есть предположение, что «строфы, оставшиеся неиспользованными [при записи песни „Shake, Rattle and Roll“], были потом переработаны в следующий хит Тёрнера „Flip, Flop and Fly“» (англ. leftover verses were then recycled into Turner's follow-up hit, 'Flip, Flop and Fly).

## Версии Элвиса Пресли
Элвис Пресли исполнил песню «Flip, Flop and Fly» во время своего самого первого телевизионного выступления 28 января 1956 года. Она была частью попурри, включавшего также песни «Shake, Rattle and Roll» и «I Got a Woman». Позже эта запись была издана на посмертном сборном альбоме Пресли A Golden Celebration. А живая версия 1974 года была включена в альбом Elvis: As Recorded Live on Stage in Memphis.

## Другие версии
Среди других музыкантов, записывавших эту песню, Джонни Рей (1955), Bill Haley and His Comets (на альбоме Rock Around the Clock, 1956), Downchild Blues Band (1973), The New York Dolls (во время живых выступлений в 1976 году), The Blues Brothers (на альбоме Briefcase Full of Blues, 1978), Джерри Ли Льюис и Эллис Холл (1999, эта версия звучит в полнометражном анимационном фильме 2000 года «Побег из курятника»).